# Fate/stay night (アニメ)
ここでは、2004年1月30日にTYPE-MOONから発売されたコンピューターゲームの伝奇活劇ビジュアルノベル『Fate/stay night』（フェイト・ステイナイト）を原作としたアニメ作品について解説する。

## 概要
原作は聖杯戦争と呼ばれる魔術師の儀式に巻き込まれた主人公と、彼と共に行動し、次第に恋愛関係となっていく3人のヒロインによる物語で、3つのルートから構成される。プレイ可能な順番が決められており、順に「Fate」ルート・「Unlimited Blade Works」ルート・「Heaven's Feel」ルートとなる。
アニメーション化は、2006年に「Fate」ルートを映像化したテレビアニメ『Fate/stay night』から始まり、「Unlimited Blade Works」ルートが2010年に劇場アニメ『Fate/stay night UNLIMITED BLADE WORKS』、2014年から2015年にかけてテレビアニメ『Fate/stay night [Unlimited Blade Works]』として映像化された。2017年に上映が開始された「Heaven's Feel」ルートのアニメーション化作品『劇場版 Fate/stay night [Heaven's Feel]』全三部作をもって、3つあるルートが全てアニメ化された。また、2019年12月に開催されたTYPE-MOON展にてPC版から他機種への移植版「Réalta Nua」にて追加されたエピソード「Réalta Nua（ラストエピソード）」の一部が映像化された。
2010年公開の劇場アニメ『Fate/stay night UNLIMITED BLADE WORKS』までは製作・版権管理を『真月譚 月姫』の製作も務めたジェネオン・ユニバーサル・エンターテイメントが担当し、アニメーション制作をスタジオディーンが担当した。それ以降は『Project Fate/stay night』として製作・版権管理を『劇場版 空の境界』『Fate/Zero』の製作を務めたアニプレックスが担当し、アニメーション制作をufotableが担当している。
ゲームとしてはそれぞれのルートにプレイヤーの選択による分岐によって複数のエンディングがあるが、これまで映像化された作品は、基本的にトゥルーエンドと呼ばれるエンディングに添った内容となっている。ただし、後述のテレビアニメ『Fate/stay night [Unlimited Blade Works]』では記録商品特典として、もう一つのエンディングが「sunny day」というタイトルで10分間ほどのエピソードとして映像化されている。
"Fate"（セイバールート）
テレビアニメ『Fate/stay night』の内容。士郎のサーヴァントであるセイバーをメインヒロインとして、彼女が聖杯を望む理由と、彼女にとっての救いを描いたルート。セイバーと士郎がお互いを理解し尊重するようになっていく過程で、自らの折れかけた「思い」を相手の生き方の中に再確認し合い、最後にはその思いを貫くためにそれぞれの道を選ぶというストーリー。
"Unlimited Blade Works"（遠坂凛ルート）
劇場アニメ『Fate/stay night Unlimited Blade Works』とテレビアニメ『Fate/stay night [Unlimited Blade Works]』の内容。メインヒロインは魔術師・遠坂凛。主人公と凛だけでなく、彼女のサーヴァントであるアーチャーと主人公の因縁を描くことにより、主人公の人間像が掘り下げられている。サーヴァントやマスターの契約破りや裏切りが横行し、敵味方の関係が目まぐるしく変化するシナリオ。アーチャーの意外な正体が明らかになると共に、士郎自らサーヴァントと戦うなど、主人公・衛宮士郎のルートでもある。これから士郎が歩むことになる険しい道と、それを突きつけられてなお揺るがぬ彼の決意を描く。
"Heaven's Feel"（間桐桜ルート）
劇場アニメ『Fate/stay night [Heaven's Feel]』三部作の内容。メインヒロインは原作で開始時点から主人公に深い愛情を寄せている間桐桜。前の2つのルートではバトルにおいて重要な役割があったり活躍をした複数のキャラクターが早々に退場しており、そもそもの物語の発端である聖杯の謎を巡って伝奇色、ホラーテイストの強い物語になっている。
"Réalta Nua"（ラストエピソード）
2019年12月より開催されたTYPE-MOON展にて一部が特別映像として映像化された。老いた士郎の過去（Fateルート）の回想から始まり、1つの時間に留まり続けたセイバーと、正義の味方になるという理想を追い求めた末に精神が磨耗しきった士郎が、「もう一度再会を果たす」という永過ぎる時間に阻まれた叶わぬ「ユメ」を追い求めるシナリオ。PC版の他機種への移植版「Réalta Nua」にて追加されたエピソード。

## 登場キャラクター
衛宮士郎（えみや しろう）
声 - 杉山紀彰（幼少期 - 野田順子）
本作の主人公。穂群原（ほむらばら）学園2年C組に在籍。10年前に冬木市で起きた地獄のような大火災の唯一の生存者。助けてくれたのが魔術師である衛宮切嗣で、彼の養子になった。切嗣に命を救われたことが、非常に強烈な心象として残っているが、同時にサバイバーズ・ギルトを抱えている。切嗣への憧れから、「正義の味方」となってみんなを救い、幸せにするという理想を本気で追いかけている。
偶然聖杯戦争に巻き込まれてしまったが、自分の知らぬ過去からの必然として期せずしてセイバーを召喚したことで、マスターとして聖杯戦争に臨む。
セイバー（Saber）
声 - 川澄綾子
本作のメインヒロインの一人。士郎と契約した「剣士」のサーヴァント。容貌は見目麗しい華奢な少女だが、「最優のサーヴァント」と謳われるセイバーのクラスで召喚されるほどの英霊で、貫禄も実力も戦士としては高レベル。ただし、未熟なマスターである士郎との契約が原因で魔力の供給が十分ではなく、思うままに力を振るえずにいる。
遠坂凛（とおさか りん）
声 - 植田佳奈
本作のメインヒロインの一人。士郎と同じ穂群原学園（2年A組）に通う女生徒で、魔術師。アーチャーのマスター。亡き父である遠坂時臣の遺志を継いで聖杯戦争に臨む。家訓「どんな時でも余裕を持って優雅たれ」を実践する。学校では男女問わず絶大な人気を誇る美少女であり優等生を演じているが、実態は猫かぶりであり、その本性は士郎によると「あかいあくま」。魔術師としての誇りや元来のプライドの高さゆえに誤魔化しているが、実はかなりお人好しな性格である。 アベレージ・ワンと呼ばれる五大元素使いの魔術師として高い実力を誇るも、先祖代々の遺伝で肝心な所でミスをする悪癖がある。
間桐桜（まとう さくら）
声 - 下屋則子
本作のメインヒロインの一人。間桐慎二の妹。穂群原学園に通う士郎の一学年下の後輩で、士郎にとっても妹のような存在。弓道部所属。穏やかな性格の美少女。ある出来事をきっかけに、1年ほど前から毎日士郎の家に朝食と夕食を作りに来ている。実は人間らしい感情を持てるようになったのは最近のことで、士郎や大河の影響で随分と明るくなり、笑顔を見せるようになった。今や洋食に関しては料理の師である士郎よりも上。士郎は気付いていないが、彼のことを恋い慕っている。
実は魔術師であり、幼い頃間桐の家に養女として迎えられた凛の血縁上の妹。ライダーの正式なマスターだが、元々聖杯戦争に関わる意志が無く、"Fate"・"Unlimited Blade Works"ルートではマスターとしての権利を最後まで義兄の慎二に委ねる。
イリヤスフィール・フォン・アインツベルン（Illyasviel von Einzbern）
声 - 門脇舞以
バーサーカーのマスター。「雪の妖精」を思わせる小柄な少女。愛称はイリヤ。受精卵の状態のときから聖杯戦争のためだけに調整され育てられたマスターとして最強の存在。肉体が魔術回路そのものであり特別製の令呪仕様のため、最高のマスター適正と魔力を持つ。基本的には素直で無邪気、天真爛漫な性格だがドイツのアインツベルンの領内でのみ育ってきたため、一般的な常識や倫理観が乏しく、特に敵と認識した相手に対する殺人に抵抗がない。実は士郎の養父である衛宮切嗣の実娘で続柄としては「義姉」であるが、士郎を「お兄ちゃん」と呼んで慕い、戦争開始直後より執着する。バーサーカーは最強の従者であると共に、冬の城で孤立したイリヤにとっての父親のような存在でもあり、普通のサーヴァントとは一線を画す絆がある。
間桐慎二（まとう しんじ）
声 - 神谷浩史（幼少期 - 小市眞琴）
間桐桜の兄で弓道部副部長。士郎とは同級生で、中学からの数年来の友人。一見秩序と公平を重んじる優等生であり、女生徒にも優しいので人気があるが、実際にはプライドが高く他人をすぐに見下す悪癖があり、口も悪い。士郎のことも何かと馬鹿にし、時には便利屋同然に扱うも、家に士郎を頻繁に招くなど彼なりの一本筋や友情を持っている。士郎は慎二の性格をそれなりに理解しており、交友関係が今に至るも続いているのは彼が「歪んではいても腐ってはいない」ためらしい。
言峰綺礼（ことみね きれい）
声 - 中田譲治
冬木の言峰教会の神父。今回の聖杯戦争の監督役を務め、神秘の隠匿や退場者の保護などを行い聖杯戦争を円滑に進める役目を持つ。聖堂教会の人間でありながら魔術師でもあり、凛の兄弟子かつ第2の師にしてその後見人である。不遜かつ余裕ぶった態度で、他人の心の傷を炙り出し、いたぶることを好む。心霊医術と八極拳の達人である。
アーチャー（Archer）
声 - 諏訪部順一
凛と契約した弓兵のサーヴァント。キザな皮肉屋で現実主義者だが、根底の部分ではお人好し。弓兵としての実力があるが、アーチャーのクラスでありながら、2本1対の陰陽の夫婦剣「干将・莫耶（かんしょう・ばくや）」による近接戦闘を好む。ステータス自体は平均的だが、それでも剣戟は音速を超える模様（『Realta Nua』より）。凛による乱暴な召喚のせいで記憶が混乱し自分が何者か分からないと言い張り、マスターである凛もその真名を知らない。士郎を個人的に敵視しているようだが、その一方で彼に対して的確な助言を送ることもある。セイバーに対する挙動も凛が訝しむところがある。
バーサーカー（Berserker）
声 - 西前忠久
イリヤと契約した狂戦士のサーヴァント。身の丈2m半ばを超える巨漢。巨大な岩の剣を軽々と振り回す。第五次聖杯戦争で召喚されたセイバーが最優のサーヴァントなら、バーサーカーは最強のサーヴァントと評されており、肉弾戦では敵無しとされる。バーサーカーのクラスの固有スキルである「狂化」により、理性や一部の技術を失う事を代償に能力が引き上げられており、その破壊力は圧倒的である。狂化してなおマスターであるイリヤを護ろうとする意志がある。
ランサー（Lancer）
声 - 神奈延年
槍兵のサーヴァント。高い瞬発力と白兵戦の能力を備え、紅い魔槍を持つ。マスターから偵察任務を命じられており、主に単独で行動する。根は実直で、口は悪いが己の信念と忠義を重んじる英霊らしい英霊と言える。物語の始まりにおいて、戦いを目撃した一般人として聖杯戦争の掟に則り士郎を殺そうとしたことが、士郎を聖杯戦争に巻き込むことに繋がった。その後、ルートによっては士郎に助勢する。
ライダー（Rider）
声 - 浅川悠
騎兵のサーヴァント。桜をマスターとして召喚されるも戦闘を拒否したため、偽臣の書を通して慎二を代理マスターとして仮契約する。女性の英霊で、高い騎乗能力と機動力を持ち豊富な宝具を用いる。また、英霊としての神性に由来した魔術を扱うことも可能である。常に目隠しを装着しており、武器は鎖の付いた鉄杭である。長身で女神にも喩えられる妖艶な美貌と、それに似つかわしくない奥ゆかしく思慮深い性格。真のマスターである桜に対して、かつての自分を見るかのような感情を抱いており、彼女を常に気遣い、その運命を案じ、誰であろうと彼女に危害を加える存在を許さない。ルートによっては士郎と協力し、桜を救うために奮闘する。
キャスター（Caster）
声 - 田中敦子
魔術師のサーヴァント。ローブに身を包んだ女性の英霊で、魔法に近いレベルの神代の超高等魔術を扱い、策略を巡らすことに長ける。最初に自身を召喚したマスターのアトラム・ガリアスタを殺害し、その後ランサーに襲われて消滅してしまう危機を葛木宗一郎に救われ、重要な霊脈のある柳桐寺に連れ込まれることで現界を保った。現在のマスターである葛木に寄せる想いは、単なるマスターとサーヴァントの関係以上である。
アサシン（Assassin）
声 - 三木眞一郎
暗殺者のサーヴァント。キャスターのルール違反によって召喚されたサーヴァントで、アサシンのクラスでありながら侍姿をしており、剣技でほかのサーヴァントと真っ向から渡り合う。得物は5尺余りの備中青江。何事にも動じないクールな性格の持ち主だが、花鳥風月を愛でる雅な一面もある。
真アサシン（しんアサシン）
声 - 稲田徹
"Heaven's Feel"シナリオのみで暗躍する、真の暗殺者のサーヴァント。直接的な戦闘能力ではほかのサーヴァントに劣る分、暗殺者としての特殊能力を駆使して戦う。作中では単に「アサシン」と呼ばれ、「真アサシン」という名称はシーンタイトルなどで用いられている。
ギルガメッシュ（Gilgamesh）
声 - 関智一
黄金色の魂を持つ、存在するはずのない8人目のサーヴァント。前回の聖杯戦争での「アーチャー」であるが、前回の顛末によりそのまま現界し続けていた。一人称は"我（オレ）"。前回の聖杯戦争の折、セイバーを我が物にしようとして拒絶されているが、今回に至っても諦めていない。2つのルートでのラスボスであり、極めて酷薄で尊大な言動をしているが、王としての器量を持ち本人なりの慈悲や美学を見せている。

## 2006年版

### テレビアニメ第1作
| 原作                         | 奈須きのこ / TYPE-MOON                         |
| 監督                         | 山口祐司                                       |
| 構成原案                     | 奈須きのこ                                     |
| シリーズ構成                 | 佐藤卓哉                                       |
| キャラクター原案・監修       | 武内崇                                         |
| キャラクターデザイン         | 石原恵                                         |
| プロップデザイン             | 小坂知                                         |
| 美術監督                     | 小山俊久                                       |
| 色彩設計                     | 松本真司                                       |
| 撮影監督                     | 近藤慎与                                       |
| 編集                         | 松村正宏                                       |
| 音楽                         | 川井憲次                                       |
| 音響監督                     | 辻谷耕史                                       |
| チーフプロデューサー         | 西村潤                                         |
| プロデューサー               | 小倉充俊、源生哲雄 斎藤正明、竹内友崇 松永孝之 |
| アニメーションプロデューサー | 浦崎宣光                                       |
| アニメーション制作           | スタジオディーン                               |
| 製作                         | Fate Project                                   |

#### 概要（テレビアニメ第1作）
2006年1月から同年6月まで『Fate/stay night』のタイトルで「Fateルート」の内容として、ジェネオン エンタテインメント（当時、のちのNBCユニバーサル・エンターテイメントジャパン）などが制作し、放送された。全24話。
アニメーション制作はスタジオディーンが担当。TBSが製作に参加しているが、地上波のTBS系列では放送されず、BS-TBSでは後述の劇場版の公開を記念して特別編集版が2010年1月17日に放送された。また、TBSチャンネル2ではHDリマスター版が2015年1月22日から2月3日までの平日25:00 - 26:30という変則的な枠で放送され、以降もたびたび再放送されている。
ソフトの売上（当時はDVDのみ）は2010年3月4日時点で100万枚を突破している。

#### 特色（テレビアニメ第1作）
Fateシリーズ初のアニメ化作品であり、原作のコンシューマ版が発売される前の年であるため全年齢向けとしても初の作品となる。Fateルートをアニメ化しており、イベントCGが忠実に再現されているほか、各ルートの見せ場とオリジナルエピソードが追加されている。
本作のプロモーション映像として『Fate/stay night curtain raiser』が2005年夏のRONDOROBEイベント、TBSアニメフェスタにおいて上映された。ビジュアルはテレビシリーズとは少し異なり、川井憲次の楽曲が未完成の状態で使用されているなど希少な映像となっている。
武内は本作の制作決定に、同人という場で好き勝手に作っているところから、もう1つステップアップしていくのに良いタイミングであったことを挙げている。ジェネオン・エンタテインメント（当時）からのアニメ化のオファーに際してスタジオディーンのスタッフと話し合った結果、互いにしっかりタッグを組んで進めていくことができそうと考え、アニメ化を決めたという。なお、ジェネオン・エンタテインメントは原作ゲームや『月姫』のCDなどの販売担当会社であり、アニメ制作当時TYPE-MOONとは元々懇意な関係にあった。
最終回のエンディングテロップでは、俳優（声優）名だけでなく本作に関わった全員の名前を五十音順で流すという実験的なものとなった。これは「役職や立場を抜きに全ての人が本作を制作した、舞台で言えば全員が手を繋いで出てくるカーテンコール」という理念に基づいている。山口は、本作の前に監督したテレビアニメ版『ヤミと帽子と本の旅人』の最終回でも、同様のテロップを流している。

#### シナリオ（テレビアニメ第1作）
奈須曰く本作の主題は「ボーイ・ミーツ・ガール」。監督の山口祐司、 佐藤卓哉、奈須の3人が満場一致でFateルートを描くことに決定した。奈須はストーリーを24話で割る案を提示し、毎週行われる脚本会議にご意見番として参加したほか、各回の初稿プロットを担当した。また、アニメスタッフの要望に応え、多数の資料を作成して提供した。その結果、モードレッドのように本作に出演させるために正式に設定が書き起こされたキャラクターもいる。アニメオリジナルエピソードは奈須が初稿プロットの段階で、原作通りのものとアニメオリジナルエピソードの二種類を制作してアニメスタッフに提示している。例えば、18話と19話では原作に忠実なA案とオリジナル展開のB案を提示し、実際のアニメの放送ではB案が採用されているほか、原作では描かれていないランサーの最期も奈須が書き起こしたプロットによるものである。

#### ビジュアル（テレビアニメ第1作）
本作ではキャラクター原案である武内崇がキャラクターデザイン監修も行った。これは、キャラクターデザイン担当であった石原恵が出来得る限り原作に似せたいという理由から武内に協力を依頼したためである。また、第1期オープニングの絵コンテは武内が担当している。また、ゲームに登場しない一部アイテムと特別衣装のほか、新規キャラクターのデザインも武内が担当した。没案件として本作のオリジナルストーリー用にデザインが描き起こされた盾のサーヴァントが存在した。後に、そのキャラクターが『Fate/Grand Order』にシールダーとして参戦することが発表され、話題を集めた。
中盤で登場するアニメオリジナルの桜の衣装（ボンデージ）については視聴者、特に原作ファンから多数の反響があった。後に武内はこれが奈須の提案によるものであった事をインタビューで明かしており、奈須は、「空気が読めない桜らしい格好」という指示で武内にデザインを依頼し、それをアニメスタッフに提示したとされる。武内は桜の衣装に対し好意的なコメントを残している。一方、提案者である奈須は空気が読めないのは僕だったと反省するコメントを残した。
最終回の制作スタッフはカット一枚一枚を版権イラストとして提供できるクオリティにするため、スタジオディーンの作画監督クラス、キャラクターデザイナークラスが原画を担当するという異例な配役で制作された。
ロケーションモデルになっているのは兵庫県神戸市である。

#### 音響関係
Fateシリーズで初めてキャラクターに声が付いた作品であり、初公開されたのは前述の通り、本作のプロモーション映像である『Fate/stay night curtain raiser』となる。奈須はキャスティング決定の会議にも参加しており、「すごくわがままを言わせていただきました」と語っている。中でもセイバー役の川澄は武内たっての希望であった。なお、音響監督の辻谷耕史が武内に打診してきたのも川澄であったとされ、武内は感性が似ていると感じたという。セイバーのキャスティングがハマっていた為、凛役の植田はあえて凛には合わないだろうという理由から選ばれている。本作のキャスティングは後のシリーズでも大半が続投しており、後継シリーズに大きな影響を与えた。奈須が毎回アフレコ現場を訪れて声優への演技指導を行っている。
川井憲次による劇伴曲は、サーヴァントの出自を意識したものとなっており、辻谷の指示のもとでケルト風の曲を取り入れた。これは、アーサー王伝説がケルト神話に基づくものであることが理由となっている。さらに、古代ギリシャとエジプト風味の曲を作り、エスニックな雰囲気を強調した。こちらは神話に関わる登場人物の存在から、神を崇める民族的なイメージによるもの。ラストシーンで流れているイタリア語の楽曲は鎮魂歌であり「私にはあなたしかいないのに、目の前から消えていく…」という、アニメの内容に合わせて作詞された楽曲となっている。川井は『Fate/stay night キャラクターイメージソング』の作曲も手掛けている。

#### 主題歌（テレビアニメ第1作）
「disillusion」
タイナカサチによる第1クールのオープニングテーマ。作詞は芳賀敬太、作曲はNumber201、編曲は川井憲次。
「きらめく涙は星に」
タイナカサチによる第2クールのオープニングテーマ。作詞は芳賀敬太、作曲はKATE、編曲は十川知司とNumber 201。
「きらめく涙は星に」はテレビアニメ版のために新たに書き下ろされたものである。
「あなたがいた森」
樹海によるエンディングテーマ。作詞はManami Watanabe、作曲はYoshiaki Dewa、編曲はYoshiaki DewaとZentaro Watanabe。
「ヒカリ」
樹海による第14話のエンディングテーマ。作詞はManami Watanabe、作曲はYoshiaki Dewa、編曲はYoshiaki DewaとTakeshi Fujii。
「君との明日」
タイナカサチによる最終話のエンディングテーマ。作詞・作曲はタイナカサチ、編曲は金子隆博。

#### 各話リスト（テレビアニメ第1作）
| 話数 | サブタイトル       | 脚本     | 絵コンテ                   | 演出         | 作画監督                                                     | 総作画監督 | 初放送日      |
| ---- | ------------------ | -------- | -------------------------- | ------------ | ------------------------------------------------------------ | ---------- | ------------- |
| 1    | 始まりの日         | 佐藤卓哉 | 山口祐司                   | 吉田俊司     | 西田亜沙子                                                   | 石原恵     | 2006年 1月7日 |
| 2    | 運命の夜           | 佐藤卓哉 | 柳沢テツヤ                 | 古川政美     | 江森真理子                                                   | 小林利充   | 1月14日       |
| 3    | 開幕               | 志茂文彦 | 高本宣弘                   | 高山功       | 石野聡                                                       | 石原恵     | 1月21日       |
| 4    | 最強の敵           | 岡田麿里 | 藤原良二                   | 秋田谷典昭   | 塩川貴史                                                     | 小林利充   | 1月28日       |
| 5    | 魔術師二人〈前編〉 | 花田十輝 | 喜多谷充                   | 岡嶋国敏     | 波風立流                                                     | 石原恵     | 2月4日        |
| 6    | 魔術師二人〈後編〉 | 佐藤卓哉 | 古川政美                   | 古川政美     | かどともあき                                                 | 小林利充   | 2月11日       |
| 7    | 蠢動               | 花田十輝 | 柳沢テツヤ                 | 吉田俊司     | 藤井まき                                                     | 石原恵     | 2月18日       |
| 8    | 不協の旋律         | 志茂文彦 | ほしかわたかふみ           | 高山功       | 徳田夢之介                                                   | 小林利充   | 2月25日       |
| 9    | 月下流麗           | 岡田麿里 | 高本宣弘                   | 秋田谷典昭   | 波風立流                                                     | 石原恵     | 3月4日        |
| 10   | 穏やかな幕間       | 佐藤卓哉 | 藤原良二                   | 岡嶋国敏     | 江森真理子                                                   | 小林利充   | 3月11日       |
| 11   | 鮮血神殿           | 志茂文彦 | うえだしげる               | うえだしげる | かどともあき                                                 | 小林利充   | 3月18日       |
| 12   | 空を裂く           | 岡田麿里 | 柳沢テツヤ                 | 吉田俊司     | 塩川貴史                                                     | 石原恵     | 3月25日       |
| 13   | 冬の城             | 佐藤卓哉 | 藤原良二                   | 古川政美     | 波風立流                                                     | 小林利充   | 4月1日        |
| 14   | 理想の果て         | 花田十輝 | 高本宣弘                   | 吉田俊司     | 徳田夢之介                                                   | 石原恵     | 4月8日        |
| 15   | 十二の試練         | 志茂文彦 | 鎌倉由実                   | 岡嶋国敏     | 波風立流                                                     | 小林利充   | 4月15日       |
| 16   | 約束された勝利の剣 | 岡田麿里 | 藤原良二 山口祐司          | 小林浩輔     | かどともあき                                                 | 石原恵     | 4月22日       |
| 17   | 魔女の烙印         | 佐藤卓哉 | うえだしげる               | うえだしげる | 江森真理子 奥野浩行                                          | 小林利充   | 4月29日       |
| 18   | 決戦               | 花田十輝 | 柳沢テツヤ                 | 吉田俊司     | 中野典克 添田直子 佐藤義和 小澤円 小林利充 江森真理子 山元浩 | -          | 5月6日        |
| 19   | 黄金の王           | 志茂文彦 | 高本宣弘 山口祐司          | うえだしげる | 堀越久美子 奥野浩行                                          | 小林利充   | 5月13日       |
| 20   | 遠い夢跡           | 岡田麿里 | 喜多谷充                   | 岡嶋国敏     | 波風立流                                                     | 石原恵     | 5月20日       |
| 21   | 天地乖離す開闢の星 | 花田十輝 | ほしかわたかふみ           | 高山功       | 波風立流 江森真理子                                          | 小林利充   | 5月27日       |
| 22   | 願いの果て         | 佐藤卓哉 | 喜多谷充 高本宣弘 山口祐司 | うえだしげる | 徳田夢之介                                                   | -          | 6月3日        |
| 23   | 聖杯               | 志茂文彦 | 柳沢テツヤ                 | 吉田俊司     | 小林利充、江森真理子 奥野浩行                                | 小林利充   | 6月10日       |
| 24   | 全て遠き理想郷     | 岡田麿里 | 藤原良二 山口祐司          | 山口祐司     | 石原恵 徳田夢之介                                            | -          | 6月17日       |

#### 放送局（テレビアニメ第1作）
| 放送期間                                     | 放送時間                                                 | 放送局       | 対象地域 | 備考 |
| -------------------------------------------- | -------------------------------------------------------- | ------------ | -------- | ---- |
| 2006年1月7日 - 6月17日                       | 土曜 1:30 - 2:00（土曜深夜）                             | テレ玉       | 埼玉県   |      |
| 2006年1月9日 - 6月19日                       | 月曜 0:30 - 1:00（日曜深夜）                             | チバテレビ   | 千葉県   |      |
|                                              | 月曜 1:30 - 2:00（日曜深夜）                             | テレビ神奈川 | 神奈川県 |      |
| 2006年1月9日 - 6月26日                       | 月曜 1:15 - 1:45（日曜深夜）                             | KBS京都      | 京都府   |      |
| 2006年1月11日 - 6月22日                      | 木曜 2:05 - 2:35（水曜深夜）                             | サンテレビ   | 兵庫県   |      |
| 2006年1月14日 - 4月1日2006年4月7日 - 6月23日 | 土曜 1:58 - 2:28（金曜深夜）金曜 1:58 - 2:28（木曜深夜） | テレビ愛知   | 愛知県   |      |
| 2006年3月13日 - 8月21日                      | 日曜 12:00 - 12:30                                       | AT-X         | 日本全域 |      |

#### DVD / BD（テレビアニメ第1作）
DVD
DVD版は各3話ずつ収録。それぞれ初回限定版では武内崇と石原恵のダブルジャケット仕様となっており、映像特典がある。
| 巻数 | 収録話          | GNBA                     | 映像特典                                                                                  | 備考                                                                     |
| ---- | --------------- | ------------------------ | ----------------------------------------------------------------------------------------- | ------------------------------------------------------------------------ |
| 1    | 第1話 - 第3話   | GNBA-1201 （初回限定版） | ノンテロップのオープニング（『disillusion』）と エンディング（『あなたがいた森』）。      | DVD全8巻を収納できる武内崇書き下ろし DVD-BOXが付属。                     |
| 1    | 第1話 - 第3話   | GNBA-1209                | ノンテロップのオープニング（『disillusion』）と エンディング（『あなたがいた森』）。      |                                                                          |
| 2    | 第4話 - 第6話   | GNBA-1202                | 原作同様に大河とイリヤが作品を解説する 「タイガー道場」。                                 |                                                                          |
| 3    | 第7話 - 第9話   | GNBA-1203                | 『disillusion』と『あなたがいた森』の プロモーション映像。                                |                                                                          |
| 4    | 第10話 - 第12話 | GNBA-1204                | ライダー視点から見た本編再編集映像 「ライダーの慎二観察日記」。                           |                                                                          |
| 5    | 第13話 - 第15話 | GNBA-1205                | ノンテロップのオープニング（『きらめく涙は 星に』）と、タイナカサチのプロモーション映像。 |                                                                          |
| 6    | 第16話 - 第18話 | GNBA-1206                | 本編のプロモーション映像。                                                                |                                                                          |
| 7    | 第19話 - 第21話 | GNBA-1207                | セイバーとアーチャーのビデオクリップ。                                                    |                                                                          |
| 8    | 第22話 - 第24話 | GNBA-1208 （初回限定版） | ノンテロップオープニング（第23話）と、 声優座談会。                                       | 設定やスタッフコメントを収録した解説書 「Complimentary Booklet」が付属。 |
| 8    | 第22話 - 第24話 | GNBA-1210                | ノンテロップオープニング（第23話）と、 声優座談会。                                       |                                                                          |
BD『Fate/stay night Blu-ray BOX』（GNXA-1075）
4枚組、2009年8月末までの期間限定生産。全24話を片面2層ディスク4枚に収録。武内崇描き下ろしジャケット、HDマスターでの収録で、映像特典はノンテロップOP&ED、イベントプロモーション映像、DVD版第4巻特典の「ライダーの慎二観察日記」、先行映像「Fate/stay night curtain raiser」が収録。付属ブックレットはDVD版第8巻の特典ブックレットを再構成したものである。
DVD『Fate/stay night DVD_SET』（GNBA-5081、GNXA-5082）
2010年09月23日に発売されたDVD4枚組2セットの期間限定生産。RONDO ROBE （当時のジェネオン・エンタテインメントジャパン）20周年を記念し、低価格での提供となっている。当初は期間限定生産だったが、想定以上に好評な売れ行きであった事から、2012年11月21日より価格を変更せずに通常生産されている（GNBA-5141、GNBA-5142）。

#### 特別編集版
劇場版アニメ『Fate/stay night UNLIMITED BLADE WORKS』（後述）の公開を記念し、総集編となる『Fate/stay night TV reproduction』が2010年1月17日に放送、2010年1月22日に発売された。媒体はDVD / BDで全2巻。なお、制作はFate-UBW Projectとなり、オープニングアニメーションは新規に制作された。
主題歌
「disillusion -2010-」
タイナカサチによるオープニングテーマ。作詞は芳賀敬太、作曲はNUMBER201、編曲は宮崎歩。
「With...」
樹海 feat. タイナカサチによる『reproduction I』のエンディングテーマ。作詞はManami、作曲・編曲はDewa Yoshiaki。
「雲のかけら」
タイナカサチ feat. 樹海による『reproduction II』のエンディングテーマ。作詞は芳賀敬太、作曲は山元祐介、編曲は出羽良彰。
放送局
| 放送地域 | 放送局 | 放送日        | 放送時間      | 放送区分       |
| -------- | ------ | ------------- | ------------- | -------------- |
| 日本全域 | BS-TBS | 2010年1月17日 | 23:00 - 24:54 | BSデジタル放送 |

DVD / BD
| タイトル                           | 収録話                                    | GNBA                           |
| ---------------------------------- | ----------------------------------------- | ------------------------------ |
| Fate/stay night TV reproduction I  | TVシリーズ前半（第1話 - 第12話）の総集編  | DVD：GNBA-1642 / BD：GNXA-1083 |
| Fate/stay night TV reproduction II | TVシリーズ後半（第13話 - 第24話）の総集編 | DVD：GNBA-1643 / BD：GNXA-1084 |

### 劇場アニメ第1作
劇場アニメ『Fate/stay night UNLIMITED BLADE WORKS』（フェイト ステイナイト アンリミテッドブレイドワークス）は、2010年1月23日に劇場公開された。配給はクロックワークス。
2009年7月31日に制作発表が行われた。制作はテレビアニメ第1作から引き継いだFate-UBW Projectとなっており、主要なスタッフや声優も同一となっている。ストーリー的にはタイトルの通り、原作の凛ルートをアニメ用に再構成しているが、テレビアニメ第1作が全24話だったのに対して本作では約105分という短い放送時間に収めるため、アニメ化されなかった要素もいくつかある。
鑑賞券は2009年8月22日に各公開劇場で販売が開始され、数量限定の特別鑑賞券も別途販売された。コミックマーケット76ではテレホンカード付きの特製先行販売券が販売。また、数回に分けて特典付き特別鑑賞券が発売され、クリアファイル付きの第1弾は同年9月12日に発売された。全国で13劇場での公開ながら2010年3月1日時点で、累計興行収入は2億円を突破し、観客動員数は13万9,000人を記録している。2010年12月17日時点で興行収入は2.8億円を記録している。
アニメ『Fate/stay night』の監督、山口祐司が奈須きのこから「思いっきりやって欲しい」という指示を受けて制作された。元々はテレビアニメ放送時からスタッフ内では話題に上っており、キャストにもトップシークレットとして劇場版の予定がある、という事だけは知らされていた。その後、キャストにも劇場版の情報は収録直前まで徹底して伏せられており、ライダー役の浅川に至っては、公式サイトのキャスト欄に自分の名前を見つけて大喜びした程であった。奈須は本作に参加していないが、武内は本名名義でプロデューサーとして参加している他、TYPE-MOONとして本作を絶賛するコメントを送っている。
川井憲次の劇伴はFateの世界観を端的に表すためにハープでイントロを作成した。川井は、Fateに最も合うであろう楽器として、どこか繊細さが残るハープを挙げている。また、オープニング曲はコミックマーケットで流す予定があった為、雑音の中でも聞き取れるはっきりした音作りが行われた。「エミヤ」以外は全て新曲であり、ラストバトルでは川井としては「エミヤ」を流すべきシーンだという思いがあったが、アニメーションではどうしてもシーンが途切れてしまう為、「エミヤ」の雰囲気を持ったラストバトル用の新曲を作成した。アーチャー戦では「エミヤ」を丸ごと使うシーンが用意された。

#### スタッフ（劇場アニメ第1作）
- 監督 - 山口祐司[18]
- 原作 - TYPE-MOON[18]
- オリジナルシナリオ - 奈須きのこ
- 脚本 - 佐藤卓哉[18]
- キャラクター原案 - 武内崇
- キャラクターデザイン・総作画監督 - 石原恵[18]
- 特技監督 - 橋本敬史
- 絵コンテ - 柳沢テツヤ、西本由紀夫、山本秀世、寺東克己、山口祐司
- 演出 - 岡本英樹、やしろ駿、石井久志、吉田俊司
- 作画監督 - 阿部智之、関野昌弘、加藤やすひさ、小林利充
- 色彩設計 - 北爪英子
- 美術監督 - 小山俊久
- 美術 - 海野よしみ
- 美術設定 - 長澤順子
- 撮影監督 - 近藤慎与
- 3D監督 - 稲垣明
- 編集 - 松村正宏
- 音響監督 - 辻谷耕史[18]
- 音楽プロデューサー - 西村潤
- 音楽 - 川井憲次[18]
- アニメーションプロデューサー - 浦崎宣光
- 配給 - ジェネオン・ユニバーサル・エンターテイメント、クロックワークス、根上啓、宮崎聡
- プロデューサー - 小倉充俊、渡辺敬介、上玉利純宏、竹内友崇、斎藤正明、武智恒雄
- アニメーション制作 - スタジオディーン[18]
- 製作 - 劇場版Fate/stay night製作委員会（ジェネオン・ユニバーサル・エンターテイメント、TBS、フロンティアワークス、ノーツ、クレイ、クロックワークス）

#### 主題歌（劇場アニメ第1作）
「Voice〜辿りつく場所〜」
タイナカサチによる主題歌。作詞はタイナカサチ、作曲は山元祐介、編曲は小山晃平。
「imitation」
タイナカサチによるイメージソング。作詞は芳賀敬太、作曲は川井憲次、編曲はMasanori.T。

#### DVD / BD（劇場アニメ第1作）
2010年9月30日に発売された。発売元はFate-UBW Project、販売元はジェネオン・ユニバーサル・エンターテイメント。
本編映像のほかにプロモーション映像集、劇場版予告編、イベント上映用特報、テレビスポットが収録されている。
- DVD
  - Fate/stay night UNLIMITED BLADE WORKS （GNBA-1380）
- BD
  - Fate/stay night UNLIMITED BLADE WORKS （GNXA-1140） ※初回限定版
    - 武内崇・石原恵・山中虎鉄描き下ろしジャケット、劇場上映生フィルムカット、原画集、カラーイラスト画集を同梱。

  - Fate/stay night UNLIMITED BLADE WORKS （GNXA-1141） ※通常版

## Project Fate/stay night（アニプレックス版）
『Fate/stay night』生誕10周年を記念して2014年秋より始動した、TYPE-MOON、アニプレックス、ufotableの3社合同による新プロジェクト。同年7月27日、品川インターシティホールにて開催された『Fate Project最新情報発表会』にて発表された。スマートフォンアプリ、テレビアニメ、劇場版アニメのメディアミックス展開で、『Fate/stay night』の3つのルートをすべて網羅する企画となる。10周年を記念しロゴがリニューアルされた。
「Fate」ルートはスマートフォン（iOS&Android向け）のネイティブアプリ『Fate/stay night [Realta Nua]』として2015年4月19日から（配信が続く限りは）永久無料配信を開始。「Unlimited Blade Works」ルートはTVアニメ『Fate/stay night [Unlimited Blade Works]』として2014年から2015年にかけて分割2クールで放送。「Heaven's Feel」ルートは劇場アニメ『劇場版 Fate/stay night [Heaven's Feel]』として全3部作を2017年より劇場上映している。「Réalta Nua（ラストエピソード）」に関しては2019年12月に開催されたTYPE-MOON展の特別映像として一部が映像化された。
スマートフォンアプリについては『Fate/stay night#スマートフォンアプリ』を参照。

### テレビアニメ第2作
| 原作                                      | 奈須きのこ / TYPE-MOON           |
| 監督                                      | 三浦貴博                         |
| キャラクター原案                          | 武内崇                           |
| キャラクターデザイン 総作画監督           | 須藤友徳、田畑壽之、碇谷敦       |
| 色彩設計                                  | 千葉絵美、松岡美佳               |
| 美術監督                                  | 衛藤功二                         |
| 撮影監督                                  | 寺尾優一                         |
| 3D監督                                    | 宍戸幸次郎                       |
| 編集                                      | 神野学                           |
| 音響監督                                  | 岩浪美和                         |
| 音楽                                      | 深澤秀行                         |
| ゲストコンポーザー                        | 梶浦由記                         |
| プロデューサー                            | 岩上敦宏、竹内友崇、近藤光       |
| 制作プロデューサー                        | 近藤光                           |
| シリーズ構成・脚本制作 アニメーション制作 | ufotable                         |
| 製作                                      | アニプレックス、ノーツ、ufotable |

『TYPE-MOON × ufotable プロジェクト』第3弾として分割2クールのテレビシリーズとして放送。1stシーズンは2014年10月4日から12月27日まで、2ndシーズンは2015年4月5日から6月28日まで放送された。タイトルは劇場版と区別するためにルートの名前を角括弧でかこった『Fate/stay night [Unlimited Blade Works]』。

#### 概要（テレビアニメ第2作）
アニメーション制作はTYPE-MOON作品である劇場版『空の境界』、テレビアニメ『Fate/Zero』を制作したufotable。監督は三浦貴博。音楽は過去にTYPE-MOON制作のPC専用ゲーム『魔法使いの夜』の音楽を担当した深澤秀行。ストーリーは遠坂凛をヒロインとするルートである『UNLIMITED BLADE WORKS』で、内容としては2010年にスタジオディーンにより劇場版として映像化されているものと同一となる。ソフト（BD BOXのみ）の売り上げは2015年12月29日時点で376,375枚以上。

#### 製作（テレビアニメ第2作）
企画開始は2012年7月7日・8日に開催された『TYPE-MOON Fes』終了後。きっかけは『TYPE-MOON Fes』で発表されたufotable制作のPS Vita版『Fate/stay night [Réalta Nua]』のOP映像である。映像を公開した際、客席からの歓声を聞いていた武内とufotable代表の近藤が制作を決めた。以前からアニメ化の話はあったが近藤は当初、既に2回もアニメ化されている本作をさらにアニメ化する必要はないと断っていた。
監督に三浦が選ばれた理由はPS Vita版『Fate/stay night [Réalta Nua]』のオープニング監督を務めたため。絵コンテ・演出のほか、終盤には三浦自身が原画としても参加している。
アニメーション制作は通常のTVアニメ制作に見られる、各話数ごとに1話分の作業を完全に委託するグロス請けを行わずufotable社内でほぼすべての作業を行う。
本作は企画の段階でセイバーをヒロインとする「Fate」を制作する予定であったが、ある程度脚本制作が進んだ段階で現在のルートに制作が変更となった。「Unlimited Blade Works」となった理由は衛宮士郎に焦点を当てた物語にするためである。奈須はセイバールートのアニメ化も視野に入れていたが、多くの媒体で展開されたセイバールートを今、アニメ化すると大幅なアレンジが必要となり、凛ルートのテーマを2クールで1本の長い物語として表現できるなら映像化する意義があると凛ルートの映像化に同意した。
ufotableが主催する『マチ★アソビ』において、ニュータイプ編集部と徳島県が主催するイベント企画『ニュータイプアニメアワード2015』にて、2ndシーズンオープニング「Brave Shine」が主題歌賞を、監督の三浦が監督賞を、作品全体として作品賞（TV部門）を受賞した。

#### シナリオ （テレビアニメ第2作）
シリーズ構成、脚本はufotableスタッフが担当。奈須は全ての脚本会議に出席、ufotableが制作した脚本に奈須が加筆・修正を加える形で脚本制作監修を行った。また、アニメオリジナル展開の原案・執筆・監修や設定制作も奈須が担当。奈須は自身が手掛ける追加シーンに関して「この10年でバージョンアップを果たした『stay night』を踏まえ、一番新しい『stay night』にする」ことを目指し執筆したと語る。
奈須は脚本制作の段階で「主人公である士郎を客観的視点でどれだけ視聴者の胸に届けられるか」を意識して監修・執筆を行った。奈須は1stシーズンでは脚本の監修が主な担当であったが、2ndシーズン以降はアニメ版オリジナル展開や新規の台詞を自ら制作・執筆している。また、当初の企画では本作と「リメイク版月姫」、「Fate/Grand Order」の3作品がシンクロするようにシナリオが執筆されており、「Fate/Grand Order」第1部のクライマックスと「リメイク版月姫」でのとある言及が本作の放送と同時に進行する予定であった。これらは2作品の販売及び配信の延期により実現することはなかったが、本作と「Fate/Grand Order」第1部のシナリオにその名残が残っている。さらに、BDBOX特典小説「Garden of Avalon」にも「Fate/Grand Order」第1部の伏線が仕込まれている。また、シナリオに対して奈須は「全体の空気感と着地点へのアプローチに三浦監督の解釈が生きている」と評している。
セイバールート前提で語られるキャラクターに関しての補完は奈須が中心となり制作されている。BDBOX特典小説「Garden of Avalon」はセイバールートで語られるアルトリアの物語を補完するために「stay night」の小説としては初めて執筆された。アーチャーに関しては奈須から「過去をしっかりと描くのは今回が初めてとなった」と言われており、原作には無い新規シーンが制作されている。ギルガメッシュは「セイバールートで見せていた英雄らしさを見せるべき」という奈須の判断により、冷酷な一面を見せながらも英雄らしい姿が原作より増えているほか、「お前の勝ちだ。満足して死ね、フェイカー」などの台詞や終盤の展開などが奈須自身の手で新たに追加、変更されている。これに関して三浦は「この10年で奈須さんのギルガメッシュへの解釈が変わり、王様然としたキャラクターになっている」と評している。
今まで語られるだけであったキャスターの元マスター、アトラムなど新たに追加された設定は奈須と三浦を中心にufotable主要スタッフ陣との協議により新たに制作されている。15話にて公開されたアインツベルンに関する設定は原作ゲームに収録予定であったイリヤルートの設定を基にしている。また、19話から21話にかけて描かれた士郎とアーチャーの戦いは、ufotableが用意した脚本は原作の流れに沿った剣戟がメインの内容であった。しかし、奈須はその内容に待ったをかけ、本作の制作中には一度もなかった予定外の打ち合わせを三浦と実施。最終的には奈須の手でアニメーション向けに新たに展開が変更された。最終話では、今まで設定だけ存在した「ロンドン編」が描かれた。これは、原作のエンディングだけでは「衛宮士郎の物語」として決着をつけるには弱いとufotableの近藤が判断し、奈須に最終話にふさわしいオリジナル案を希望したためである。奈須はいくつかの候補をufotableスタッフ陣に提示。案の中からufotableがロンドン編を制作することを決定した。ロンドン編はufotableがシナリオを制作、そこに奈須が台詞や追加シーンを修正・執筆する形で進行した。あわせて奈須は今まで公開されていなかった魔術協会の設定などを提供し、さらに新たに設定を制作した。
今作で新たに制作・追加されたデザインや設定などは、『Fate/strange Fake』や『ロード・エルメロイII世の事件簿』などFate関連作品でも使用されている。奈須は今作を「（2015年時点で）今までで最もアニメ制作に踏み込んだ仕事内容であった」と語る。

#### ビジュアル・演出（テレビアニメ第2作）
今作では、武内監修の元それまでの私服に加え新たに私服デザインが増えている。武内は今作のデザインに関して、どうしても気になるところのみ変更し完全には変えてしまわないよう新たにデザインしたと語る。しかし、藤村大河のデザインに関しては武内の要望により服装を大幅に変更し、士郎の姉という立場を強調する演出となった。キャラクターデザインは『Fate/Zero』と同様に各キャラクターの担当を数人のスタッフで振り分けて制作されている。さらに武内の要望によりデザインを原作の絵ではなく2014年現在の武内崇の絵に近づけるデザインにしている。キャラクターデザインは須藤友徳が『Fate/Zero』から引き続き登場する人物、士郎やアーチャー、大河などを担当。碇谷敦はランサーやバーサーカー、慎二などを担当。本作からプロジェクトに初参加のフリーアニメーター、田畑壽之は凛やキャスターなど女性キャラクターを中心に担当した。
武内はアーチャーに関して、原作において弓を射る原画をほぼ描いておらず、「弓を持たなくてもアーチャーは格好いい」と考えていたが、今作で弓を使用するシーンが大幅に増加したのを見て「弓兵は格好いい」と改めて認識したという。
戦闘シーンの演出については、奈須から「宝具の演出を設定自体は変えられないがギミックを今に通じるものに」と依頼され、ランサーのゲイ・ボルクやギルガメッシュのゲートオブバビロンなどの新たな演出を三浦を中心としたufotable演出陣が担当した。奈須は三浦のつくる宝具・戦闘演出について「アクションの外連味やギミックの見せ方が化け物じみたところがある」と評している。また、士郎について奈須から「笑わない、成長しないキャラクター」と説明され、三浦はその言葉を意識して「最後までブレないキャラクター」を描いたとしている。士郎の表現について奈須は第1話にて初めて画面に映された表情に対し「これが描ける時点で内面描写に不安はない」と評しており、「あまりに理想的に作ってもらえていて、逆に引いたぐらい」と語っている。士郎とアーチャーの戦いは奈須曰く「ボクシングで例えるのなら、ゲーム版はフルラウンド使って戦いきる判定戦、アニメ版は1R目で燃え尽きるKO劇」と例え、「最高の結果」「アニメの『物語作り』はバトンリレーのようなもの。 脚本からコンテに、コンテからさらに演出に渡って、最終的に何倍もいいものになる。」と演出を担当した三浦やufotable演出家の栖原隆史、該当シークエンスにおける後述の挿入歌の作詞、歌唱を担当したAimer、挿入歌の採用に尽力した近藤など、関係スタッフたちを高く評価した。士郎とアーチャーの戦いを中心に展開された固有結界に関する表現は場面によって異なるが、空は3DCG、地面は背景美術など3DCGと背景美術を組み合わせる絵作りとなっている。また、士郎とアーチャーの内面を空の色や雲の形で表している。

#### 音楽・音響関連（テレビアニメ第2作）
音楽は近藤の希望により、近藤と音響監督の岩浪美和、音楽の深澤秀行が中心となりTVアニメ史上初の全話をシーンに合わせて音楽を制作する「フィルムスコアリング方式」で制作された。楽曲数は最終的に365曲となっている。また24話を中心に原作BGMもアレンジして使用された。また、ゲストコンポーザーとして『Fate/Zero』で音楽を手掛けた梶浦由記が参加している。
第2期オープニングテーマはAimerが起用された。AimerはVita版『Fate/hollow ataraxia』の主題歌アーティストとして奈須と武内がアニプレックスに要望したことから起用され、今回もその縁があり起用された。オープニング制作では、Aimerが原作をプレイしたうえで自ら作詞を行い、「Brave Shine」と「LAST STARDUST」を候補として提出した。その後、スタッフの協議によりスピード感のある「Brave Shine」がOPとして選ばれたが、奈須はテーマ性において飛び抜けていた「LAST STARDUST」も気に入っており「使用できないのならLAST STARDUSTは桜ルートで使いたい」と考えていた。その後、制作陣のアイデアにより「LAST STARDUST」は挿入歌に採用された。その際、映像に合わせるために歌詞を新たに書き換えている。
エンディングテーマには、梶浦由記のプロデュースユニットであり『Fate/Zero』でも主題歌を担当したKalafinaが起用された。
アフレコでは、声優が演じた後、その音声に合わせて作画を調整する演技を重視した方式をとっている。そのため、作画の修正時間も考慮し、放映の約1年前からアフレコ収録が行われていた。原作者である奈須はアフレコ収録に参加し演技監修のほか、時にはその場で台詞を修正することもあった。

#### 放送・配信（テレビアニメ第2作）
今作は、1時間SPが多いこともあり放送局の多さより放送フォーマットの自由さが優先された。そのため、1次放送はTOKYO MX・BS11・とちぎテレビ・群馬テレビのみである。また、インターネット配信はニコニコ動画にて地上波放送の1時間後に行われるほか、GYAO!・バンダイチャンネル・dアニメストアでも約1日遅れで配信される。さらに世界各国で日本の放送と同日にテレビ放送、または配信が行われる。『Fate/Zero』でも世界のファンが同時に作品を体験する試みが行われ、本作もそれを引き継ぐ形でアニメの世界同時展開が行われる。
近藤の提案により#00・#01・#12は1時間スペシャル放送となっている。#0は凛視点で語られる原作ゲームのプロローグが映像化された。一方、#01は士郎視点から描かれており、#0と#1で表と裏の関係になるよう構成されている。#12は当初、1時間の放送時間ではなかったが、#0と#1に対となる構成として士郎と凛の決別までを描くため、また、ufotableから原作ゲームの主題歌である「THIS ILLUSION」を流したいという案が上がり、結果として1時間枠での制作となった。1クールの中で3話分の放送が1時間SPという放送形態はテレビアニメでは初となる。3回の1時間SPでは奈須によるTwitter実況が行われ、その内容は『Fate/stay night [Unlimited Brade Works] アニメビジュアルガイド』に収録された。最終話ではAパートとBパートの間にCMを挟まない放送形式となった。
放送時間の都合で放送できなかった部分も存在しており、その部分はオリジナルエディションとしてBD-BOXに追加されている。また、三浦の提案により原作のもう一つのEDである「sunny day」が特典映像として制作された。

#### 主題歌（テレビアニメ第2作）
オープニングテーマ
「ideal white」（第1話 - 第9話、第11話 - 第12話）
作詞 - meg rock / 作曲 - Carlos K.、Toshi-Fj / 編曲 - Carlos K. / 歌 - 綾野ましろ
第0話ではエンディングテーマとして使用。第10話では未使用。
「Brave Shine」（第13話 - 第19話、第21話 - 第24話）
作詞 - aimerrhythm / 作曲 - 小山寿 / 編曲 - 玉井健二、大西省吾 / 歌 - Aimer
第20話・第25話では未使用。

エンディングテーマ
「believe」（第1話 - 第11話）
作詞・作曲・編曲 - 梶浦由記 / 歌 - Kalafina
第0話・第12話では未使用。
「ring your bell」（第13話 - 第14話、第16話 - 第24話） 
作詞・作曲・編曲 - 梶浦由記 / 歌 - Kalafina
第25話では未使用。
「ring your bell (in the silence)」（第15話）
作詞・作曲・編曲 - 梶浦由記 / 歌 - Kalafina

挿入歌
「THIS ILLUSION」（第12話）
作詞 - 芳賀敬太 / 作曲 - NUMBER 201 / 編曲 - 深澤秀行 / 歌 - LiSA
「LAST STARDUST」（第20話）
作詞 - aimerrhythm / 作曲 - 飛内将大 / 編曲 - 玉井健二、飛内将大 / 歌 - Aimer

#### 各話リスト（テレビアニメ第2作）
| 話数        | サブタイトル           | 脚本              | 絵コンテ              | 演出                  | 作画監督                                                                  | 初放送日       |             |             |             |             |             |             |             |             |             |             |             |             |             |             |             |             |             |             |
| 1stシーズン | 1stシーズン            | 1stシーズン       | 1stシーズン           | 1stシーズン           | 1stシーズン                                                               | 1stシーズン    | 1stシーズン | 1stシーズン | 1stシーズン | 1stシーズン | 1stシーズン | 1stシーズン | 1stシーズン | 1stシーズン | 1stシーズン | 1stシーズン | 1stシーズン | 1stシーズン | 1stシーズン | 1stシーズン | 1stシーズン | 1stシーズン | 1stシーズン | 1stシーズン |
| ----------- | ---------------------- | ----------------- | --------------------- | --------------------- | ------------------------------------------------------------------------- | -------------- | ----------- | ----------- | ----------- | ----------- | ----------- | ----------- | ----------- | ----------- | ----------- | ----------- | ----------- | ----------- | ----------- | ----------- | ----------- | ----------- | ----------- | ----------- |
| #00         | プロローグ             | 佐藤和治          | 三浦貴博              | 三浦貴博              | 須藤友徳 田畑壽之                                                         | 2014年 10月5日 |             |             |             |             |             |             |             |             |             |             |             |             |             |             |             |             |             |             |
| #01         | 冬の日、運命の夜       | 佐藤和治          | 野中卓也              | 野中卓也              | 佐藤哲人 茂木貴之                                                         | 10月12日       |             |             |             |             |             |             |             |             |             |             |             |             |             |             |             |             |             |             |
| #02         | 開幕の刻               | 佐藤和治          | 笹嶋啓一              | 栖原隆史              | 石塚みゆき 青木拓也 藤崎静香                                              | 10月19日       |             |             |             |             |             |             |             |             |             |             |             |             |             |             |             |             |             |             |
| #03         | 初戦                   | 佐藤和治 一ノ瀬樹 | 三浦貴博              | 恒松圭                | 須藤友徳 碇谷敦                                                           | 10月26日       |             |             |             |             |             |             |             |             |             |             |             |             |             |             |             |             |             |             |
| #04         | 戦意の在処             | 佐藤和治          | 野中卓也              | 野中卓也              | 佐藤哲人                                                                  | 11月2日        |             |             |             |             |             |             |             |             |             |             |             |             |             |             |             |             |             |             |
| #05         | 放課後に踊る           | 佐藤和治          | 白井俊行              | 白井俊行 高橋健二     | 白井俊行                                                                  | 11月9日        |             |             |             |             |             |             |             |             |             |             |             |             |             |             |             |             |             |             |
| #06         | 蜃気楼                 | 桧山彬            | 高橋タクロヲ          | 高橋タクロヲ          | 加藤やすひさ                                                              | 11月16日       |             |             |             |             |             |             |             |             |             |             |             |             |             |             |             |             |             |             |
| #07         | 死闘の報酬             | 桧山彬            | 栖原隆史              | 栖原隆史              | 菊池隼也 石塚みゆき                                                       | 11月23日       |             |             |             |             |             |             |             |             |             |             |             |             |             |             |             |             |             |             |
| #08         | 冬の日、心の所在       | 佐藤和治          | 野中卓也              | 野中卓也              | 茂木貴之                                                                  | 11月30日       |             |             |             |             |             |             |             |             |             |             |             |             |             |             |             |             |             |             |
| #09         | 二人の距離             | 桧山彬 佐藤和治   | 宇田明彦              | 宇田明彦              | 青木拓也                                                                  | 12月7日        |             |             |             |             |             |             |             |             |             |             |             |             |             |             |             |             |             |             |
| #10         | 五人目の契約者         | 一ノ瀬樹 佐藤和治 | 三浦貴博              | 丸山裕介              | 加藤やすひさ 佐藤哲人                                                     | 12月14日       |             |             |             |             |             |             |             |             |             |             |             |             |             |             |             |             |             |             |
| #11         | 来訪者は軽やかに       | 佐藤和治          | 高橋健二 栖原隆史     | 丸山裕介              | 緒方美枝子                                                                | 12月21日       |             |             |             |             |             |             |             |             |             |             |             |             |             |             |             |             |             |             |
| #12         | 最後の選択             | 桧山彬 佐藤和治   | 白井俊行 高橋タクロヲ | 白井俊行 高橋タクロヲ | 須藤友徳 田畑壽之 茂木貴之 小船井充 青木拓也 清水慶太 石塚みゆき 菊池隼也 | 12月28日       |             |             |             |             |             |             |             |             |             |             |             |             |             |             |             |             |             |             |
| 2ndシーズン |                        |                   |                       |                       |                                                                           |                |             |             |             |             |             |             |             |             |             |             |             |             |             |             |             |             |             |             |
| #13         | 決別の刻               | 佐藤和治          | 三浦貴博              | 高橋タクロヲ          | 茂木貴之 石塚みゆき 田畑壽之                                              | 2015年 4月5日  |             |             |             |             |             |             |             |             |             |             |             |             |             |             |             |             |             |             |
| #14         | コルキスの王女         | 佐藤和治          | 栖原隆史              | 栖原隆史              | 青木拓也 緒方美枝子 須藤友徳                                              | 4月12日        |             |             |             |             |             |             |             |             |             |             |             |             |             |             |             |             |             |             |
| #15         | 神話の対決             | 佐藤和治          | 三浦貴博              | 野中卓也              | 佐藤哲人                                                                  | 4月19日        |             |             |             |             |             |             |             |             |             |             |             |             |             |             |             |             |             |             |
| #16         | 冬の日、願いの形       | 一ノ瀬樹          | 一ノ瀬樹              | 宇田明彦              | 田畑壽之 石塚みゆき 塩島由佳                                              | 4月26日        |             |             |             |             |             |             |             |             |             |             |             |             |             |             |             |             |             |             |
| #17         | 暗剣、牙を剥く         | 佐藤和治          | 阿部望 安田慎介       | 青柳隆平              | 菊池隼也 緒方美枝子                                                       | 5月3日         |             |             |             |             |             |             |             |             |             |             |             |             |             |             |             |             |             |             |
| #18         | その縁は始まりに       | 桧山彬 佐藤和治   | 一ノ瀬樹              | 野中卓也              | 茂木貴之                                                                  | 5月10日        |             |             |             |             |             |             |             |             |             |             |             |             |             |             |             |             |             |             |
| #19         | 理想の末路             | 佐藤和治          | 栖原隆史              | 丸山裕介              | 青木拓也 須藤友徳                                                         | 5月17日        |             |             |             |             |             |             |             |             |             |             |             |             |             |             |             |             |             |             |
| #20         | Unlimited Blade Works. | 佐藤和治          | 栖原隆史              | 栖原隆史              | 茂木貴之 石塚みゆき 田畑壽之                                              | 5月24日        |             |             |             |             |             |             |             |             |             |             |             |             |             |             |             |             |             |             |
| #21         | answer                 | 佐藤和治          | 三浦貴博              | 高橋タクロヲ          | 緒方美枝子 菊池隼也 塩島由佳 田畑壽之                                     | 5月31日        |             |             |             |             |             |             |             |             |             |             |             |             |             |             |             |             |             |             |
| #22         | 冬の日、遠い家路       | 佐藤和治          | 野中卓也              | 野中卓也              | 辻雅俊 茂木貴之                                                           | 6月7日         |             |             |             |             |             |             |             |             |             |             |             |             |             |             |             |             |             |             |
| #23         | 顕現                   | 佐藤和治          | 三浦貴博              | 三浦貴博 竹内將       | 佐藤哲人 青木拓也 石塚みゆき                                              | 6月14日        |             |             |             |             |             |             |             |             |             |             |             |             |             |             |             |             |             |             |
| #24         | 無限の剣製             | 佐藤和治          | 白井俊行              | 白井俊行              | 茂木貴之 菊池隼也 塩島由佳                                                | 6月21日        |             |             |             |             |             |             |             |             |             |             |             |             |             |             |             |             |             |             |
| #25         | エピローグ             | ufotable          | 三浦貴博              | 三浦貴博 竹内將       | 須藤友徳 田畑壽之 青木拓也                                                | 6月28日        |             |             |             |             |             |             |             |             |             |             |             |             |             |             |             |             |             |             |
| OVA         | sunny day              | 三浦貴博          | 三浦貴博              | 三浦貴博              | 須藤友徳                                                                  | 未放送         |             |             |             |             |             |             |             |             |             |             |             |             |             |             |             |             |             |             |

#### 放送局（テレビアニメ第2作）
| 放送期間                 | 放送時間                     | 放送局             | 対象地域       | 備考                         |
| ------------------------ | ---------------------------- | ------------------ | -------------- | ---------------------------- |
| 2014年10月5日 - 12月28日 | 日曜 0:00 - 0:30（土曜深夜） | TOKYO MX           | 東京都         |                              |
|                          |                              | とちぎテレビ       | 栃木県         |                              |
|                          |                              | 群馬テレビ         | 群馬県         |                              |
|                          |                              | BS11               | 日本全域       | BS放送 / 『ANIME+』枠        |
| 2015年1月9日 - 4月3日    | 金曜 22:00 - 22:30           | アニマックス       | 日本全域       | BS/CS放送 / リピート放送あり |
| 2015年1月10日 - 4月4日   | 土曜 22:30 - 23:00           | アニマックス       | 日本全域       | [ 注 6 ]                     |
| 2015年4月3日 - 6月26日   | 金曜 1:30 - 2:00（木曜深夜） | テレビ愛媛         | 愛媛県         |                              |
| 2015年4月5日 - 6月28日   | 日曜 2:20 - 2:50（土曜深夜） | 四国放送           | 徳島県         |                              |
| 2015年4月9日 - 7月2日    | 木曜 1:25 - 1:55（水曜深夜） | 高知さんさんテレビ | 高知県         |                              |
| 2015年4月11日 - 7月4日   | 土曜 2:05 - 2:35（金曜深夜） | 岡山放送           | 岡山県・香川県 |                              |

| 放送期間                 | 放送時間                     | 放送局             |
| ------------------------ | ---------------------------- | ------------------ |
| 2014年10月5日 - 12月28日 | 日曜 1:00 - 1:30（土曜深夜） | ニコニコ生放送     |
|                          | 日曜 1:30（土曜深夜） 更新   | ニコニコチャンネル |
| 2014年10月6日 - 12月29日 | 月曜 12:00 更新              | GYAO!              |
|                          |                              | バンダイチャンネル |
|                          |                              | dアニメストア      |

※2017年内にAbemaTVで独占一挙配信を実施した際、上記サイトは独占配信に伴い一時的に配信を停止していた。
| 放送期間               | 放送時間                     | 放送局             | 対象地域       | 備考                         |
| ---------------------- | ---------------------------- | ------------------ | -------------- | ---------------------------- |
| 2015年4月5日 - 6月28日 | 日曜 0:00 - 0:30（土曜深夜） | TOKYO MX           | 東京都         |                              |
|                        |                              | とちぎテレビ       | 栃木県         |                              |
|                        |                              | 群馬テレビ         | 群馬県         |                              |
|                        |                              | BS11               | 日本全域       | BS放送 / 『ANIME+』枠        |
| 2015年6月15日 - 9月7日 | 月曜 22:00 - 22:30           | アニマックス       | 日本全域       | BS/CS放送 / リピート放送あり |
| 2015年10月7日 -        | 水曜 25:25 - 25:55           | 高知さんさんテレビ | 高知県         |                              |
| 2015年10月8日 -        | 木曜 25:30 - 26:00           | テレビ愛媛         | 愛媛県         |                              |
| 2015年10月9日 -        | 金曜 26:05 - 26:35           | 岡山放送           | 岡山県・香川県 |                              |
| 2015年10月10日 -       | 土曜 26:20 - 26:50           | 四国放送           | 徳島県         |                              |

| 放送期間               | 放送時間                   | 放送局             | 備考               |
| ---------------------- | -------------------------- | ------------------ | ------------------ |
| 2015年4月5日 - 6月28日 | 日曜 1:00（土曜深夜） 更新 | ニコニコチャンネル |                    |
| 2015年4月6日 - 6月29日 | 月曜 12:00 更新            | GYAO!              |                    |
|                        |                            | バンダイチャンネル |                    |
|                        |                            | dアニメストア      | 1話毎1週間のみ配信 |
|                        |                            | アニメ放題         | 1話毎1週間のみ配信 |
|                        |                            | U-NEXT             |                    |

#### BD / DVD（テレビアニメ第2作）
Fate/stay night [Unlimited Blade Works]Blu-ray Disc Box I（ANZX-11631〜7）
アニプレックスより2015年3月25日発売。アニメ1stシーズン放送分（#00 - #12）が収録されたBlu-ray BOX。
本編と映像特典を収録したBD5枚と、オリジナルサウンドトラック、#12挿入歌「THIS ILLUSION」、特製ブックレット、奈須きのこ書き下ろし小説『Garden of Avalon』（イラスト：武内崇）を収録。BOXイラストは原作イラストの武内崇描き下ろし（彩色：こやまひろかず）。本編映像はテレビ未放送映像を加えたオリジナルエディション仕様となる。
2015年4月6日付のオリコン週間BD総合チャートにて第1位を獲得した。

Fate/stay night [Unlimited Blade Works]Blu-ray Disc Box II（ANZX-11631〜7）
アニプレックスより2015年10月7日発売。アニメ2ndシーズン放送分（#13 - #25）が収録されたBlu-ray BOX。
本編と特典映像を収録したBD5枚と、オリジナルサウンドトラック、#20挿入歌「LAST STARDUST（soundtrack edit）」、特製ブックレット、特製資料集「Animation Elements」、ドラマCD「Curtain Call 〜LET US DRIVE TOGETHER〜」、新作映像「sunny day」を収録。BOXイラストは原作イラストの武内崇描き下ろし（彩色：こやまひろかず）。本編映像はテレビ未放送映像を加えたオリジナルエディション仕様となる。
2015年10月19日付のオリコン週間BD総合チャートにて、1stシーズン全13話を収録した「Blu-ray Disc Box I」に続き、2作連続で売上げ第1位を獲得した。
本作は歴代最高額の値段（前期39000円+税、後期35000円+税）でBD-BOX首位記録している。

DVDシリーズ
DVDソフトはレンタルのみのリリース。収録内容はテレビ放映バージョンで、Blu-ray BOXの内容とは異なる。

### 劇場アニメ第2作（シリーズ）
| 原作                         | 奈須きのこ/TYPE-MOON                            |
| キャラクター原案             | 武内崇                                          |
| 監督                         | 須藤友徳                                        |
| 脚本                         | 桧山彬                                          |
| キャラクターデザイン         | - 須藤友徳 - 碇谷敦 - 田畑壽之                  |
| 総作画監督                   | 須藤友徳                                        |
| 色彩設計                     | 松岡美佳                                        |
| 美術監督                     | 衛藤功二                                        |
| 撮影監督                     | 寺尾優一                                        |
| 3D監督                       | 西脇一樹                                        |
| 編集                         | 神野学                                          |
| 音楽                         | 梶浦由記                                        |
| 音楽制作                     | アニプレックス                                  |
| 制作プロデューサー・音響監督 | 近藤光                                          |
| プロデューサー               | - 岩上敦宏 - 竹内友崇 - 近藤光                  |
| 脚本制作・アニメーション制作 | ufotable                                        |
| 配給                         | アニプレックス                                  |
| 製作                         | - アニプレックス - KADOKAWA - ノーツ - ufotable |

『Fate/stay night [Heaven's Feel]』（フェイト ステイナイト ヘブンズフィール）は、2017年10月14日より順次劇場公開された全三章構成の連作劇場アニメ。配給はアニプレックス。アニメーション制作はufotable。「Project Fate/stay night」における最後の企画となる。
三部作の国内累計興行収入は最終で52億円、海外合算は約5397万ドルを突破している。また、三部作の累計動員数は335万人、三部作BD・DVD総出荷数は43万枚となる。

#### 製作（劇場アニメ第2作）
監督は『TYPE-MOON × ufotable プロジェクト』にて武内崇原案のキャラクターデザイン・総作画監督を担当してきた須藤友徳。須藤は監督・絵コンテの他にキャラクターデザイン、総作画監督も兼任している。音楽は『空の境界』『Fate/Zero』で音楽制作を担当した梶浦由記。全三章の主題歌は『Fate/stay night [Unlimited Blade Works]』に引き続きAimerが担当。主要スタッフは『Fate/Zero』『Fate/stay night [Unlimited Blade Works]』とほぼ変更はないが、新たに[Réalta Nua] 版の販売や漫画版HFの雑誌掲載・編集・出版を務めるKADOKAWAが製作委員会に参加している。しかし、プロデュースとしてはKADOKAWAからは参加しておらず、プロデューサー陣の変更はない。全三章にて展開される複数の戦闘シーンのうちメインの見せ場となるアクションについては絵コンテ・演出の一部は『Fate/stay night [Unlimited Blade Works]』にて監督を務めた三浦貴博が担当。さらに、第一章OPディレクターを撮影監督の寺尾優一が務めた。
TVアニメ『Fate/stay night [Unlimited Blade Works]』（以下『UBW』）と同時期に企画され、『UBW』放送終了後に制作が開始された。本作の企画が始動した際、須藤は「ufotableが制作するのなら監督をやらせてもらいたい」と自ら監督に立候補し、『UBW』のキャラクターデザイン・総作画監督の作業が終了したと同時に映画の作業を開始した。
第三章では公開日が新型コロナウイルスの影響により、2020年3月から8月へ延期となるが、本作の納品は会議にて延期が決定する1週間前に行われていたため、延期となった期間で作品のクオリティを上げるための追加制作は行われなかった。

#### シナリオ（劇場アニメ第2作）
本作の制作にあたり、ufotable代表取締役社長の近藤光から各章のテーマを決めるように指示されていた須藤は、企画段階で第一章のテーマを「日常の崩壊」、第二章のテーマを「選択」、第三章のテーマを「罪を背負ったうえで、日常に回帰する」とした。
企画当時、原作者の奈須きのこは2017年に相応しい映像化にするため、『UBW』以上にシナリオに修正を加える予定であった。しかし、須藤は全三章の構成、各章のプロットやシーン構成、各種設定などをまとめた辞典並みの厚さがある手書きの企画書を奈須に提出。これを見た奈須は、尺の影響から時系列やシチュエーションの変更をする必要はあるものの、基本原作に沿った構成にすることを決めた。
シナリオ制作では須藤のプロットや絵コンテをもとにufotableの桧山彬が脚本を書き、須藤とともに修正して形となったものを奈須が監修する形で制作された。奈須は脚本監修とアフレコ監修のほか、ufotable側から依頼された各章のタイトル制作、新規台詞の制作を行っている。しかし、原作の流れで作品を展開したい須藤の熱意に影響され『UBW』の時よりも深く制作に関わらないスタイルをとっている。本作ではPC版と[Réalta Nua]版の両方の要素を取り入れており、作中の台詞にPC版のものを採用している場面もある。
第一章では須藤の提案により原作の共通ルートを大幅にカットし、映画オリジナルの要素として本編の1年半前からの出来事が描かれた。これは、観客に「この作品は衛宮士郎と間桐桜の物語である」ということを提示するため。冒頭で描かれる士郎と桜の出会いから聖杯戦争開始までの物語は、須藤がプロットを制作。そのプロットをもとに桧山が簡単な流れを書いたものを須藤がラフの絵コンテに起こし奈須に提出。監修を受けたうえで絵コンテを清書し、さらに桧山が細かく台詞を制作して須藤と内容を微調整していく形で制作された。また、本作では間桐慎二について観客が彼の行動の意味を理解できるようにシナリオが制作されており、第一章のエンディングクレジットでも慎二は士郎、桜に次いで3番目に表記されている。
第一章で桜が読んでいる本は小泉八雲の『乳母桜』。これは須藤によるアイデアで、原作設定での桜は怪談が好きという要素と「桜は『乳母桜』の内容を理解できず何度も読んでしまうのではないか」という須藤の考えから取り入れられた。
第二章は [Réalta Nua]版の展開以外にも18禁シナリオが含まれるPC版の展開を多く取り込んでおり、残虐な描写のほか『Fateシリーズ』の映像化作品の中では初めて明確に性行為に及ぶ描写が描かれている。その影響からPG12に指定されている。
第三章では原作ゲームにある2つの最終エンディングのうち、トゥルーエンドが描かれた。

#### ビジュアル・演出（劇場アニメ第2作）
武内はキャラクター原案のほかにプロデューサーも務めるが、基本的にはキャラクター監修と新規衣装制作のみに関わる。キャラクターデザインは『UBW』と同様に3人体制でクレジット表記されているが、これは『UBW』のデザインの幾つかを本作でも使用している関係があるためであり、田畑壽之は本作には参加していない。また、キャラクターデザインは『Zero』『UBW』のデザインをもとに新たにデザインを再調整している。キャラクターデザインは須藤が『Zero』と『UBW』で担当したキャラクターと田畑が担当していたキャラクターの一部変更箇所を担当し、碇谷が『Zero』と『UBW』で担当したキャラクターに加えて真アサシンなどを担当した。
絵コンテは第一章・第二章では須藤と『UBW』監督の三浦が共同で担当。第三章では須藤と三浦に加え、全章で演出を担当したufotable演出家の恒松圭が担当している。三浦は複数ある戦闘シーンの中でもメインの見せ場となるアクションの絵コンテを担当し、第一章ではランサーVS真アサシンと柳洞寺の戦い、第二章ではアインツベルンの森での戦い、第三章ではセイバーオルタVSライダー＆士郎のアクションの絵コンテを担当した。須藤は第一章と第二章にて三浦に依頼したシーン以外のアクションシーンも含めた全パートの絵コンテを担当している。第三章では須藤、三浦のほかに、本作品のメイン演出を務めるufotableの恒松圭が参加している。
演出に関しては須藤は担当しておらず、ufotableに所属する演出陣が担当。そのため、一般的な監督のように作画作業の初期段階で行う演出の工程には参加していない。その代わりに須藤は総作画監督として原画の最終段階で画の修正を行っている。これは演出より作画監督の経験が圧倒的に長い須藤にとって、演出作業を自身が行うより経験を積んだ演出家に任せ、須藤自身は総作画監督として最終的な芝居の調整を行った方が効率が良いと考えたため。
しかし、須藤は絵コンテの全カットを背景も含め原画に近いレベルに描き込んでおり、キャラクターデザイン・演出の碇谷は「須藤の絵コンテが非常に作り込まれていたため基本的に絵コンテ通りの作業を行うだけでよかった」と評している。全章を通してメインの演出を務めるのはufotable演出家で須藤の演出の師である恒松圭。第一章の演出は須藤の絵コンテパートを須藤とも関係の深いアニメーターの碇谷敦が務め、第二章ではufotable徳島スタジオ統括の野中卓也とufotableアニメーターの南野純一が新たに参加している。第三章ではこれまでの4名に加えて『Fate/kaleid liner プリズマ☆イリヤ ドライ!!』監督の高橋賢が新たに参加している。三浦は全章にて自身が担当した絵コンテパートの演出を担当した。
総作画監督は須藤が単独で担当している。そのため、作品全体の絵柄は須藤のものに統一されている。須藤は全章で全カットを監修し、多くのカットに自ら手を加えている。
須藤は間桐桜を象徴するものとしてクラゲをキービジュアルや作中の演出に取り入れている。これは熱帯魚好きの須藤がクラゲの在り方を桜と重ねていたことから取り入れられた。
映像の方向性は『UBW』と違い、『空の境界』の頃の雰囲気に寄せたものになっている。これは須藤の「映像は乾いた空気感で、不健全な雰囲気を出したい」という要望からきている。一方、衛宮邸に関しては不穏なシーンを除いて手描きによる一般的なアニメらしい温かい雰囲気を感じられる美術にしている。
第三章にて、士郎がバーサーカーに対抗するために彼の武器を投影する際に流れる「十二の試練」の12枚のイメージイラストは漫画版「Fate/Zero」を担当した漫画家・真じろうが手掛けている。

#### プロモーション（劇場アニメ第2作）
2014年7月27日、品川インターシティホールにて開催された『Fate Project最新情報発表会』にて、『TYPE-MOON × ufotable プロジェクト』第4弾として『Heaven's Feel』（桜ルート）の制作が発表された。2016年3月27日に行われたAnimeJapan 2016の「Fate Project 2016」ステージにて、映画は全三章の構成で第一章は2017年に公開予定であることが発表され、2017年3月26日に行われたAnimeJapan 2017の「Fate Project 2017 スペシャルステージ」上では、『Fate/stay night [Heaven's Feel] I.presage flower』のタイトルで同年10月14日に公開されることが発表された。
第一章公開前の2017年5月4日には、ufotableが主催するイベント『マチ★アソビ』vol.18のイベントの一環として徳島市徳島こども交通公園にて「桜の植樹会」が行われた。その後は、マチ★アソビ各回で行われる本作の関連イベントを植樹された桜の木の前で行っている
。
第二章は当初、2018年末に公開予定であったが、より万全な状態で公開するべく2019年1月12日に公開日を変更し、公開劇場も1章の全国128館から全国131館に拡大された。
JRA（日本中央競馬会）とのスペシャルコラボによるWebコンテンツ「SERVANT/KEIBA」が、2018年11月22日から2019年1月31日まで公開された。
第二章の公開を目前とした2018年12月31日にテレビ地上波放送、niconico・AbemaTVで配信された「Fate Project 大晦日TVスペシャル」においては、第一章全編を地上波・ネット配信で公開。また、同日のAbemaTVではオーディオコメンタリーの配信も行われた。
2020年9月4日から10月4日まで、『ビッグボーイ×劇場版「Fate/stay night -Heaven's Feel」キャンペーン』が、ビッグボーイジャパン主催で各店舗で行われる。キャンペーンではクリアファイルの配布、コラボレーションメニューのほか、キャンペーンに登場するキャラクターたちの描き下ろしイラストなどが登場する。

#### 評価・興行収入（劇場アニメ第2作）
第一章
2017年10月14日より第一章が全国128館で公開され、公開後2日間で動員ランキング1位（動員24万8000人）、興行収入約4億1300万円、劇場館アベレージ300万円を超え、同月16日に発表された10月第2週の映画初日満足度ランキング（Filmarks調べ）では1位を獲得。同じく16日に発表された、ぴあ映画初日満足度ランキングでも1位を獲得した。公開3週目には観客動員数65万人超、興行収入10億円を記録した。その後、2018年1月時点で累計動員97万人、興行収入14億6000万円を記録している。同年2月3日より全国74館で4DX&MX4Dでの上映がスタートし、2月20日時点で興行収入15億円を記録した。最終的な累計動員数は約98万人、累計興行収入は約15億円となった。
2018年5月9日に発売された第一章のBlu-ray・DVDの累計出荷本数は、2019年1月17日時点で10万枚を突破している。
第二章
2019年1月12日より第二章が全国132館で公開され、公開後2日間で動員ランキング1位（動員27万6795人）、興行収入約4億9000万円となり、第一章の初週週末動員・興行収入と比べ、動員比約112%、興収比約118%と上回る形となった。公開後3日間の時点で動員36万3080人、興行収入約6億0200万円となっている。同月15日に発表された1月第3週の映画初日満足度ランキング（Filmarks調べ）では1位を獲得。同じく15日に発表された、ぴあ映画初日満足度ランキングでも1位を獲得した。公開12日目の1月23日時点で、累計動員64万8077人、累計興行収入約10億1567万円を記録し、第一章の興行収入が公開後10億円を突破した時期より6日間早く10億円に達した。第一章との公開後12日間の比較では、動員比約121％、興収比約123％と上回る形になっている。公開6週目の2月19日には累計動員約100万人、累計興行収入役15億円を記録。第一章の最終的な累計動員・累計興行収入を公開6週目で上回る形となった。2019年8月3日には累計動員数109万人、累計興行収入16.6億円を記録し、第一章を超える成績を収めたことが発表された。
国内最大級の映画レビューサービス「Filmarks」にて発表された、2019年1月1日から6月30日までの間に国内の映画館で公開された映画を対象とする『2019年 上半期映画ランキング』において、第二章が「レビュー数500〜9,999件」部門満足度ランキング第2位を獲得した。
2019年8月21日に発売された第二章のBlu-ray・DVDの累計出荷本数は、2020年1月9日時点で10万枚を突破。発売日から計算すると第一章と比べ2か月以上早く10万枚を突破したことになる。
第三章
2020年3月28日より第三章が全国152館で公開予定と発表され、関係者限定の完成披露試写会も行われていたが、公開2日前となる3月26日に新型コロナウイルス感染症感染拡大や同日に日本政府と東京都、各地方自治体から発表された外出自粛要請、それに伴う都内映画館の全館休館などの影響により1か月後の4月25日に公開が延期となる。その後、4月8日に再度延期が発表され、6月26日に新たな公開日が8月15日になると発表された。
2020年8月15日より上映館を増やし全国156館にて公開。公開後2日間で動員ランキング1位（動員27万4017人）、興行収入約4億7000万円となり、第一章や第二章に続き3部作連続で動員・興行収入共に1位を獲得した。さらに、公開初日である8月15日は全ての上映回で完売となる劇場も多く、全国での初日動員数は16万8247人を記録。前作動員比103％となり、新型コロナウイルスの影響により座席数が全体の半数に減少するなどの制限や自粛などの影響がある中で初日動員数としては前作を上回る形となった。同月17日に発表された8月第2週の映画初日満足度ランキング（Filmarks調べ）でも1位を獲得した。公開2週目中盤となる8月25日には動員62万6247人、興行収入10億1689万3900円を記録し、興収10億円突破のタイミングとしては第一章時より7日早く、第二章時よりもさらに1日早い記録となった。公開から約一か月経過した9月19日には動員数100万2202人、興行収入16億2484万400円を突破。これは第二章上映時よりも4日早い記録となる。興行収入は前作同日比110%となり、前作を超える推移を継続する結果となった。9月22日には動員数106万1415人、興行収入17億1968万9300円を記録し、第二章の最終興行収入16.7億円を超えて3部作過去最高の数字となった。9月29日には動員数112万7233人、興行収入18億2397万1600円を突破し、動員数も全2作を超える記録となったほか、三部作累計収入が50億円を突破した。多くの劇場が公開終了となった10月15日には興行収入が19億円を突破したことが発表された。12月上旬時点では興行収入は19.5億円となり、令和2年興行収入ランキング邦画第10位、文化通信社発表では9位となった。
2021年3月16日には第三章ビデオマスター版特別上映企画が発表され、桜の開花時期に合わせた3月22日以降、全国121館の映画館にて再上映が行われた。これは、新型コロナウイルスの影響で公開が延期され春に公開できなかった本作を、桜の時期に見てほしいという制作陣の願いから特例的に行われた企画であり、緊急事態宣言が解除される2021年3月下旬以降、桜の開花時期に合わせて全国で再上映していく企画である。桜の開花時期が過ぎている沖縄県の公開劇場には映画館へ模造花が送られている。4月6日には、最終興行収入が20億円を突破したことが発表された。

#### 公開リスト（劇場アニメ第2作）
| 話数   | サブタイトル   | 絵コンテ                 | 演出                                     | 作画監督                                                                                      | 初上映日        |
| ------ | -------------- | ------------------------ | ---------------------------------------- | --------------------------------------------------------------------------------------------- | --------------- |
| 第一章 | presage flower | 須藤友徳 三浦貴博        | 恒松圭 碇谷敦 三浦貴博                   | 滝口禎一 浅利歩惟 清水慶太 佐藤哲人 菊池隼也 山岡峻 島袋リカルド 秋山幸児                     | 2017年 10月14日 |
| 第二章 | lost butterfly | 須藤友徳 三浦貴博        | 恒松圭 三浦貴博 南野純一 野中卓也        | 秋山幸児 佐藤哲人 島袋リカルド 三宅舞子 田中敦士 塩島由佳 浜友里恵 藤原将吾                   | 2019年 1月12日  |
| 第三章 | spring song    | 須藤友徳 三浦貴博 恒松圭 | 恒松圭 三浦貴博 南野純一 野中卓也 高橋賢 | 秋山幸児 佐藤哲人 田中敦士 緒方美枝子 三宅舞子 塩島由佳 渡邉八恵子 浅利歩惟 茂木貴之 五味伸介 | 2020年 8月15日  |

#### 主題歌（劇場アニメ第2作）
第一章「花の唄」
作詞・作曲・編曲 - 梶浦由記 / 歌 - Aimer
第二章「I beg you」
作詞・作曲・編曲 - 梶浦由記 / 歌 - Aimer
第三章「春はゆく」
プロデュース - 梶浦由記 / 歌 - Aimer

### 特別映像
2019年12月20日より東京・ソニーミュージック六本木ミュージアムにて開催されている「TYPE-MOON展 Fate/stay night -15年の軌跡-」のオープニングシアターにて原作、アニメ、劇場版の映像を編集した約3分間の特別映像が公開され、その終盤にPC版から他機種への移植版「Réalta Nua」にて追加されたエピソード「Réalta Nua（ラストエピソード）」の一部が映像化された。アニメーション制作はTVアニメ『Fate/stay night [Unlimited Blade Works]』や劇場版『Fate/stay night [Heaven's Feel]』を手掛けたufotable 。

## Webラジオ

### Fate/stay tune
テレビアニメ第1作「Fate/stay night」に関連したインターネットラジオ。2007年2月22日から9月6日まで音泉およびアニメイトTVにて配信された。パーソナリティは川澄綾子（セイバー 役）、植田佳奈（遠坂凛 役）。

### Fate/stay tune UNLIMITED RADIO WORKS
劇場用アニメ第1作「Fate/stay night UNLIMITED BLADE WORKS」に関連したインターネットラジオ。2009年10月16日から2010年4月16日まで音泉およびアニメイトTVにて配信された。パーソナリティは諏訪部順一（アーチャー 役）、川澄綾子、植田佳奈。

### 劇場版 Fate/stay night [Heaven's Feel] 〜もし、私がラジオをやったら、許せませんか?〜
劇場アニメ第2作「Fate/stay night [Heaven's Feel]」に関連したインターネットラジオ。2017年9月22日から12月1日まで劇場版公式サイト（YouTube）および音泉にて毎週金曜に配信された。2018年、間桐桜の誕生日である3月2日に番組が復活してSP配信された。パーソナリティは下屋則子（間桐桜 役）。
2018年12月7日から2019年3月1日まで『劇場版 Fate/stay night [Heaven's Feel] 〜もし、私がラジオをやったら、許せませんか?〜II』として配信が再開。劇場版公式サイト（YouTube）および音泉にて配信された。パーソナリティは下屋則子。
2020年2月21日から2020年8月28日まで『劇場版 Fate/stay night [Heaven's Feel] 〜もし、わたしがラジオをやったら、許せませんか?〜III』として再開。劇場版公式サイト（YouTube）および音泉にて配信された。パーソナリティは下屋則子。
ゲスト
第1期
- 第2回・第6回 - 川澄綾子（セイバー 役）
- 第4回・第11回 - 杉山紀彰（衛宮士郎 役）
- 第7回 - 植田佳奈（遠坂凛 役）
- 第8回 - 門脇舞以（イリヤスフィール・フォン・アインツベルン 役）
- 第9回 - 中田譲治（言峰綺礼 役）
- 第10回 - 伊藤美紀（藤村大河 役）

第2期
- 第2回 - 川澄綾子（セイバーオルタ 役）
- 第3回 - 伊藤美紀（藤村大河 役）
- 第4回・第9回 - 門脇舞以（イリヤスフィール・フォン・アインツベルン 役）
- 第5回・第12回 - 杉山紀彰（衛宮士郎 役）
- 第7回 - 浅川悠（ライダー 役）
- 第8回 - 中田譲治（言峰綺礼 役）
- 第11回 - 稲田徹（真アサシン 役）

第3期
- 第2回・第9回 - 杉山紀彰（衛宮士郎 役）
- 第3回・第8回 - 川澄綾子（セイバーオルタ 役）
- 第4回 - 浅川悠（ライダー 役）
- 第5回 - 植田佳奈（遠坂凛 役）
- 第6回 - 中田譲治（言峰綺礼 役）
- 第7回 - 門脇舞以（イリヤスフィール・フォン・アインツベルン 役）